# Список умерших в 1387 году

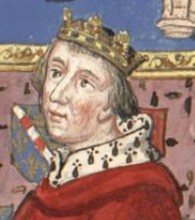
Карл II Злой

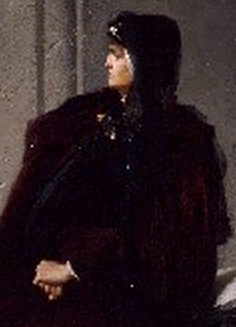
Елизавета Боснийская

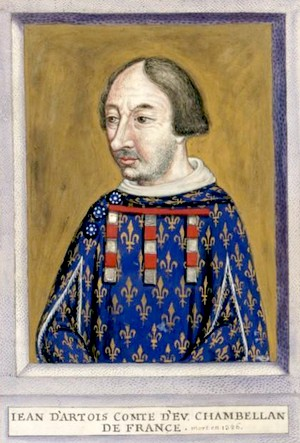
Жан д’Артуа

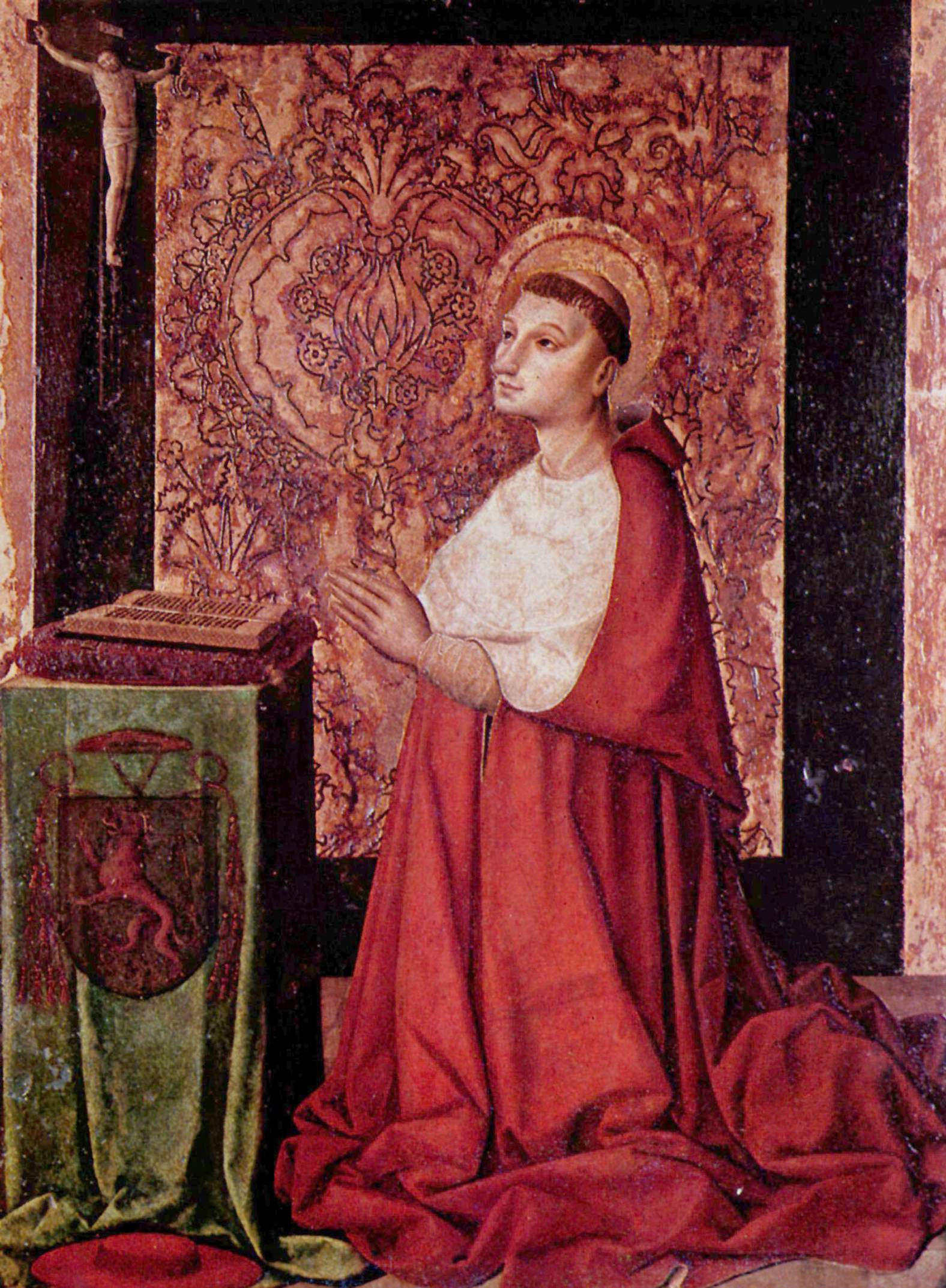
Петр Люксембургский

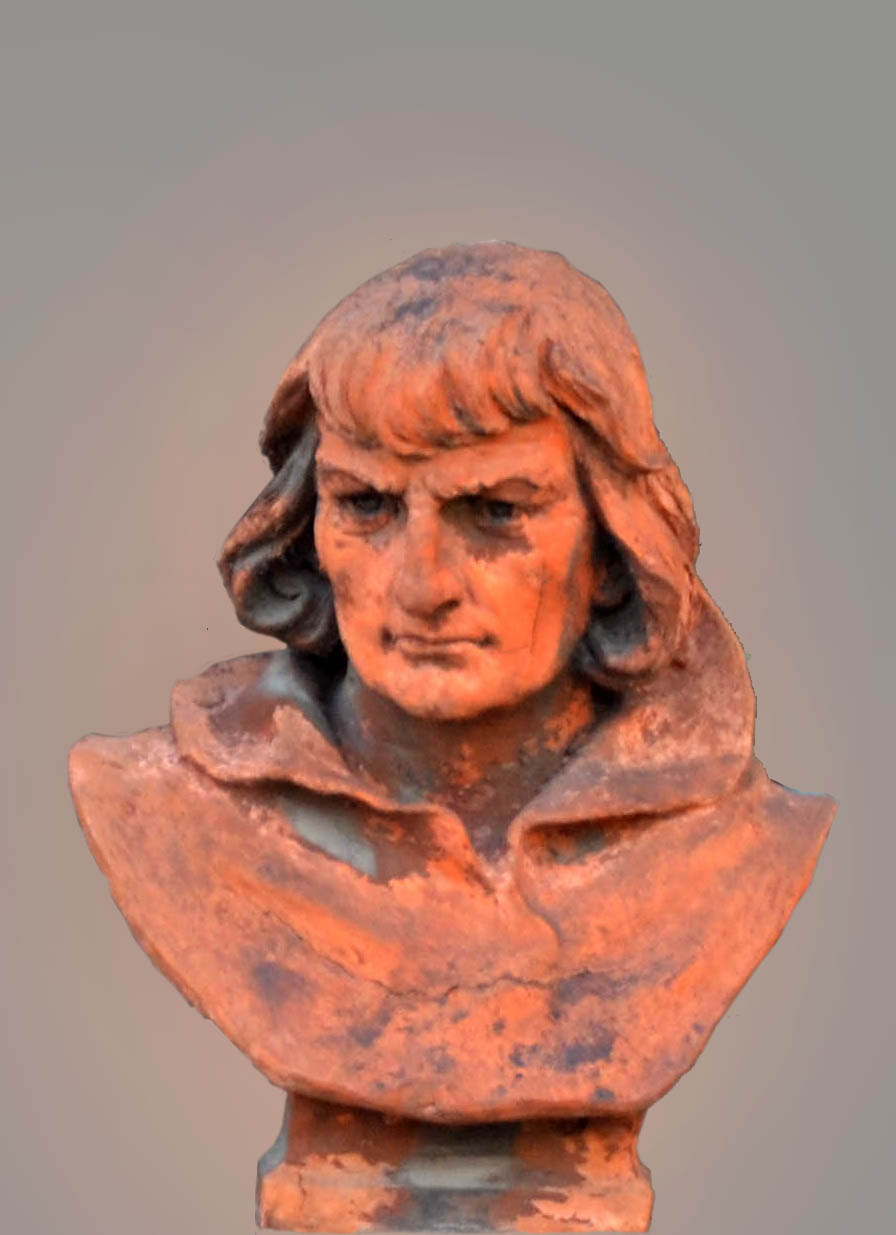
Франц Акерман

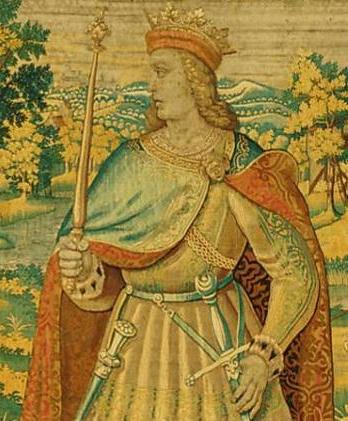
Олаф Хаконссон

В этой статье представлен список известных людей, умерших в 1387 году.
См. также: Категория:Умершие в 1387 году

## Январь
- 1 января — Карл II Злой (54) — король Наварры и последний самостоятельный граф д'Эврё (1349—1387).
- 5 января — Педро IV Церемонный (67) — король Арагона, король Валенсии, граф Барселоны, король Сардинии и Корсики (1336—1387), герцог Афинский (1381—1387).
- 22 января — Кара Халил-паша — первый великий визирь Османской империи (1364—1387)
- Елизавета Боснийская — королева-консорт Венгрии и Хорватии (1353—1382), королева-консорт Польши (1370—1382), жена Людовика I Великого, регент Венгерского королевства (1382—1387); задушена в тюрьме.

## Февраль
- 4 февраля — Хью Сегрейв — английский рыцарь, администратор и придворный, лорд-хранитель Большой печати (1381), лорд-казначей (1381—1386).

## Март
- 5 марта — Фёдор Константинович Красный — князь Фоминский и Березуйский.
- Авраам Крескес (61) — еврейский картограф, подданный Арагонской короны. Вместе со своим сыном Иехудой Крескесом создал  Каталанский атлас в 1375 году.

## Апрель
- 6 апреля — Жан д’Артуа (65) — сеньор де Сен-Валери, граф д'Э (1350—1387).
- 24 апреля — Гилберт Толбот — английский аристократ, 3-й барон Толбот (1356—1387).

## Май
- 12 мая — Бланш д’Омаль, графиня Омаля, баронесса Монгомери, дама дю Мель, де Гуффе, де Вик-д’Обиньи, де Нуайель-сюр-Мер, де Хьермон, де Нуайеллетт и де Понтайе, дама де Флибокур.
- 21 мая — Томас де Умфравиль — английский аристократ.

## Июль
- 2 июля — Петр Люксембургский (17) — епископ Меца (1384—1387), псевдокардинал—дьякон Сан-Джорджо-ин-Велабро (1384—1387), блаженный Римско-Католической Церкви (беатифицирован в 1527 году), патрон Авиньона, Прованса, Шатонёф-дю-Пап, Меца, Вердена и Люксембурга, аскет.
- 20 июля — Иоанна — последняя герцогиня Дураццо (1348—1368); владения захвачены албанцами
- 22 июля — Франц Акерман — фландрский государственный деятель и полководец, участник восстания белых шаперонов в Генте (1379); убит.

## Август
- 3 августа — Олаф Хаконссон — король Дании (1376—1387), король Норвегии (1380—1387), первый король личной унии Дании и Норвегии, просуществовавшей  до 1814 года.

## Октябрь
- 1 октября — Уильям де Альдебург — англо-шотландский аристократ, 1-й барон Альдебург (1371—1387).

## Дата неизвестна или требует уточнения
- Аббас Бахадур — сподвижник Амира Темура, среднеазиатский кипчакский крупный полководец, амири лашкар Империи Тимуридов; погиб в войне с Тохтамышем.
- Роберт де Грей — английский аристократ, 4-й барон Грей из Ротерфилда (1376—1387).
- Григор I Допян — армянский князь Хачена XIII века.
- Мария де Бурбон — княгиня-консорт Ахейская (1332—1364) и Тарентская (1332—1346), титулярная княгиня-консорт Галилейская и императрица-консорт Константинопольская (1346—1364), жена Роберта Тарентского.
- Муса — манса малийской империи (1374—1387); убит в ходе переворота.
- Мухаммад IV — маринидский султан Марокко (1386—1387).
- Ричард Пойнингс — английский аристократ, 3-й барон Пойнингс (1375—1387).
- Саяна — комментатор Вед.
- Миклош Сечи де Фельсолендва — государственный деятель Венгерского королевства, бан Хорватии и Далмации (1346—1349, 1358—1366, 1374—1375, 1376—1380), бан Северинского Баната (1350—1355), бан Славонии (1366—1368 и 1372—1373), палатин Венгрии (1385—1386).
- Роджер Скейлз — английский аристократ, 4-й барон Скейлз (1369—1387).
- Федерико — судья Арбореи (1383—1387)
- Феоктист — епископ Русской церкви, епископ Рязанский и Муромский (1385—1387).